# Automobiles Pilain

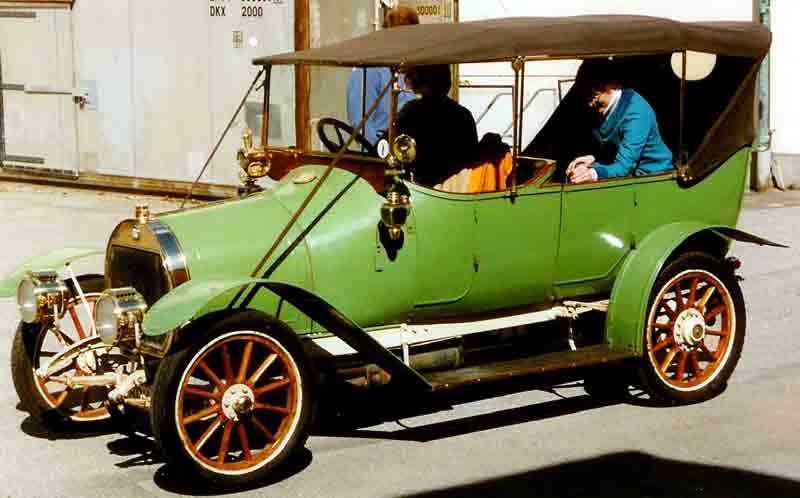
Pilain von 1911

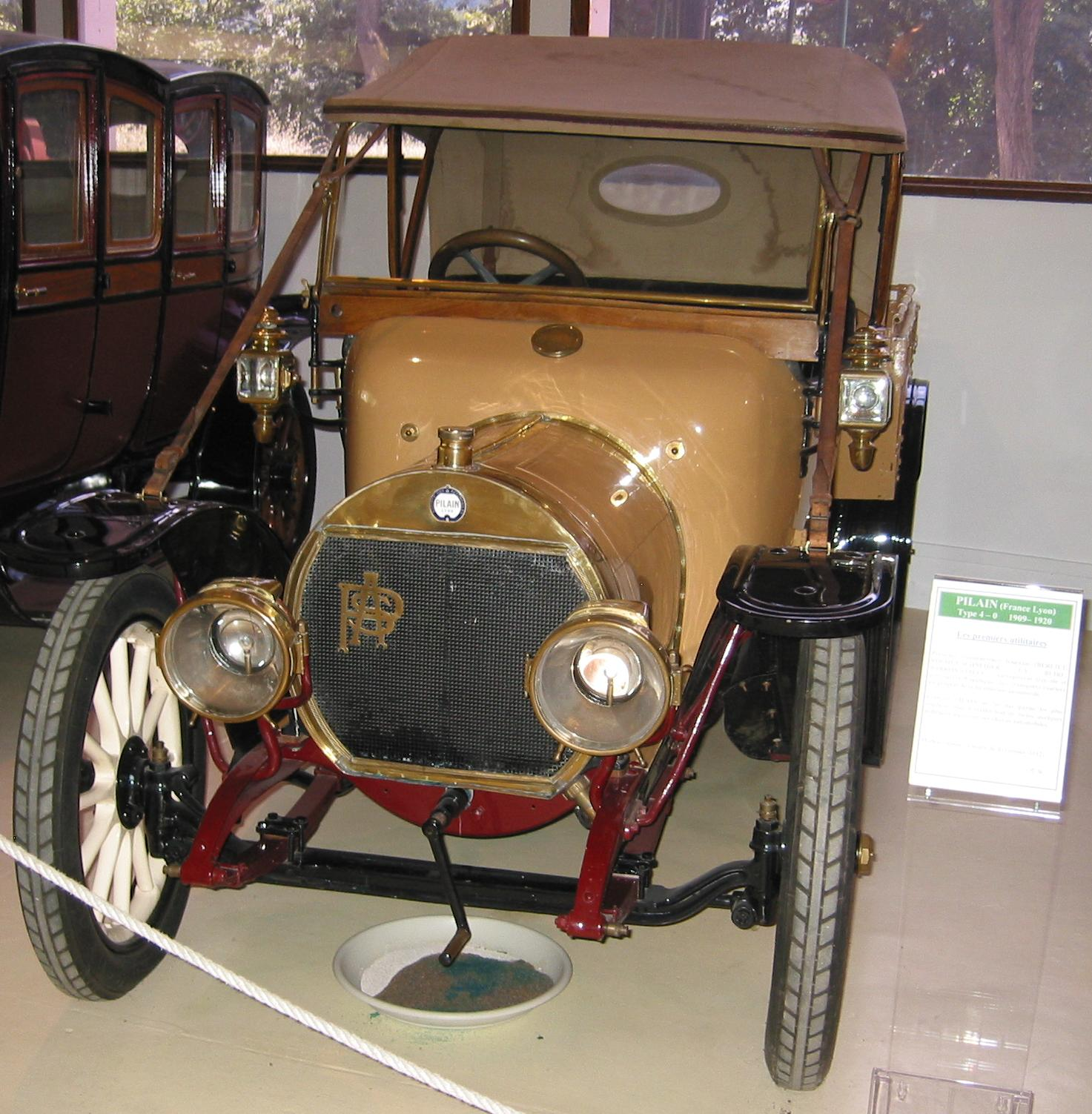
Pilain von 1912

Die Société des Automobiles Pilain, gelegentlich mit SAP abgekürzt, war ein französischer Hersteller von Automobilen.

## Unternehmensgeschichte
François Pilain (1859–1924), der zuvor schon bei Serpollet und La Buire tätig war, von 1893 bis 1897 sein eigenes Unternehmen Société François Pilain betrieb und dann für Vermorel arbeitete, gründete 1901 in Lyon das Unternehmen und begann mit dem Bau von Automobilen. Der Markenname lautete Pilain. In der Zeit von 1906 bis 1907 entstand täglich etwa ein Fahrgestell. Die Postfahrzeuge von 1906 waren 16/22 CV Automobile mit einem Radstand von 2700 mm und einer Spurweite von 1300 mm. 1908 ging das Unternehmen in Liquidation. François Pilain musste gehen, und Herr de Villeneuve wurde neuer Direktor. Während des Ersten Weltkriegs entstanden Lastkraftwagen für Hotchkiss et Cie. Die Société Lyonnaise de l’Industrie Mécanique et Autos Pilain übernahm 1920 das Unternehmen und produzierte noch bis 1929 unter dem Namen SLIM Automobile.

## Fahrzeuge
Anfangs entstanden Modelle mit Zweizylinder- und Vierzylindermotoren. 1904 endete die Produktion der Zweizylindermodelle. 1906 bestand das Angebot aus Modellen mit 4000 cm³ und 8600 cm³ Hubraum. 1909 kam ein Modell mit 1900 cm³ Hubraum dazu, und 1912 ein Sechszylindermodell mit 2400 cm³ Hubraum. Der 10/12 CV von 1912 hatte 1592 cm³ mit einer Bohrung von 65 mm und 120 mm Hub. 1913 umfasste die Spannweite der Hubräume 1000 cm³ bis 6300 cm³. Die Fahrzeuge waren aufwendig gebaut und somit sehr teuer.
Der 8/10 HP von 1920 hatte 1045 cm³ Hubraum mit 55 mm Bohrung und 110 mm Hub. Das Getriebe hatte vier Gänge. Der Radstand betrug 2550 mm und die Spurweite 1300 mm. Die Bereifung hatte eine Größe von 700×90.
Der 10/12 HP von 1920 hatte 1592 cm³ Hubraum mit 65 mm Bohrung und 120 mm Hub. Das Getriebe hatte vier Gänge. Der Radstand betrug 2550 mm und die Spurweite 1300 mm.
Ein Fahrzeug dieser Marke ist im Musée Henri Malartre in Rochetaillée-sur-Saône in Frankreich zu besichtigen. 